# Ольвиопольский гусарский полк

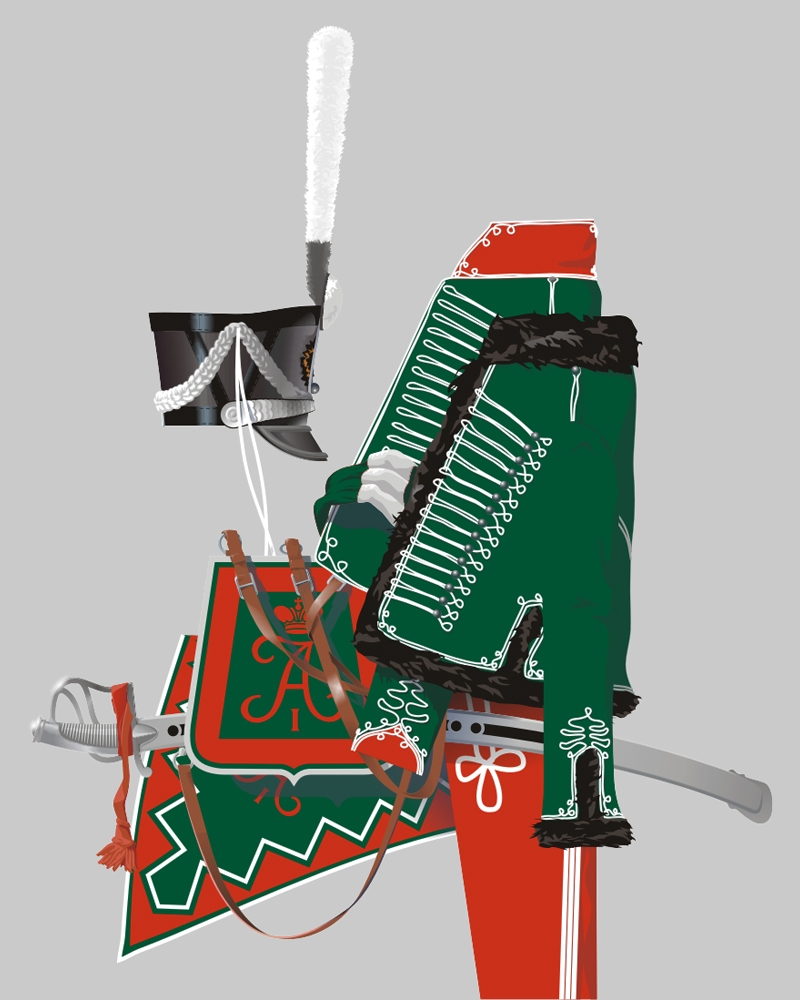
Полная униформа рядового Ольвиопольского гусарского полка («зелёных гусар») образца 1812 года: доломан, ментик, шарф, чакчиры, кивер, вальтрап, ташка и сабля

Ольвиопольский гусарский полк — формирование (часть, гусарский полк) конницы русской императорской армии, существовавшее в 1783—1833 годах.
Личный состав участвовал осаде и штурме Очакова, в боях у Килии и у Мачина в период турецкой войны 1787—1791 годов.
В Отечественной войне 1812 года в составе Дунайской армии. Полк участвовал в боях с войсками Наполеона, в 1812—1814 годах, при Бауцене, Дрездене, Лейпциге, Бриенне, затем во Франции при Мезон-Руж, Барсюр-Обе, Арси-сюр-Обе и Фер-Шампенаузе.
Выделял свои формирования для сформирования полков: Елисаветградского конно-егерского, Белорусского гусарского, Гродненского гусарского.

## Места дислокации
1820 — г. Поречье Смоленской губернии. В составе 1-й Гусарской дивизии.

## Наименования
Имел следующие наименования:
- Ольвиопольский конный полк Екатеринославской конницы, с 28.06.1783
- Ольвиопольский лёгко-конный полк, с 26.02.1784
- Ольвиопольский гусарский полк, с 25.01.1788
- гусарский генерал-майора барона Шица полк, с 29.11.1796
- гусарский полковника Милорадовича полк, с 02.03.1800
- гусарский полковника Чаплыгина полк, с 28.08.1800
- Ольвиопольский гусарский полк, с 29.03.1801

## История
Сформирован по указу от 10 мая (по другим данным — 28 июня) 1783 года из кадра Сербского и Болгарского гусарских полков генерал-майором бароном Ферзеном как Ольвиопольский конный полк Екатеринославской конницы в составе штаба и 6 эскадронов. В 1784 году, 26 февраля, переименован в легкоконный, в 1788 году вновь переименован в гусарский. Александр I отменил наименование 8-ми гусарских полков по шефам, 24 марта 1801 года, и восстановил прежние наименование полков по городам и сторонам России. В начале 1812 года Ольвиопольский гусарский полк, числился в 23-й бригаде 7-й кавалерийской дивизии и находился в резерве Дунайской армии. 27 декабря того же года полк был приведён в состав семи эскадронов (6 действующих и один запасной).
7 мая 1815 года Ольвиопольцам, для усиления, приданы формирования Московского казачьего графа Дмитриева-Мамонова полка.
21 марта 1833 года расформирован, кадр направлен на доукомплектование других кавалерийских полков (1-й эскадрон присоединён к Елисаветградскому гусарскому полку; 2-й эскадрон присоединён к Киевскому гусарскому полку; 5-й и 6-й эскадроны стали 7-м и 8-м эскадронами Ахтырского гусарского полка). По другим данным, в 1830 году был преобразован в Ольвиопольский 7-й уланский полк.

## Форма одежды
Зелёные доломан и ментик (воротник и обшлага доломана красные), красные чакчиры, зелёный кушак. Ташка и чепрак зелёные с красной обкладкой. Приборный металл белый.

## Шефы полка
- 29.11.1796 — 07.03.1800 — генерал-майор (с 29.11.1797 генерал-лейтенант, с 15.04.1799 генерал от кавалерии) барон Шиц, Антон Осипович
- 08.03.1800 — 28.08.1800 — полковник Милорадович, Семён Ефимович
- 28.08.1800 — 05.09.1804 — полковник (с 27.10.1800 генерал-майор) Чаплыгин, Никанор Александрович
- 05.09.1804 — 24.05.1807 — генерал-майор Глебов-Стрешнев, Пётр Фёдорович
- 24.05.1807 — 13.10.1808 — генерал-майор Потапов, Лев Иванович
- 18.10.1808 — 02.02.1813 — полковник (с 14.06.1810 генерал-майор) Дехтерев, Николай Васильевич

## Командиры полка
- xx.xx.1794 — xx.xx.1796 — полковник Янковский, Виктор Осипович
- 10.04.1798 — 26.10.1798 — генерал-майор Никорица, Иван Андреевич
- 20.01.1799 — 19.05.1799 — полковник Милорадович, Семён Ефимович
- 19.05.1799 — 04.03.1800 — генерал-майор (с 29.10.1799 генерал-лейтенант) Репин, Иван Иванович
- 28.05.1800 — 21.10.1800 — полковник Глебов, Пётр Фёдорович
- 17.12.1800 — 27.12.1800 — полковник Ставрович, Степан Иванович
- 27.12.1801 — 05.09.1804 — генерал-майор Глебов-Стрешнев, Пётр Фёдорович
- 28.11.1804 — 12.12.1807 — полковник князь Друцкой-Соколинский, Елиферий Васильевич
- 21.07.1808 — 01.09.1814 — полковник (с 25.11.1810 генерал-майор) Козловский, Платон Тимофеевич
- 01.06.1815 — 06.04.1818 — полковник Петрулин, Яков Васильевич
- 10.05.1818 — хх.хх.хххх — подполковник (с 12.12.1824 полковник, с 03.09.1828 флигель-адъютант, с 31.03.1831 генерал-майор) Реад, Николай Андреевич (в 1820 он же командир)

## Знаки отличия
- Три дивизионных штандарта (простых без надписей), по количеству дивизионов. Пожалованы 29 октября 1827 года.
- Две серебряные трубы с надписями на каждой: «За отличие в сражении с Турками близ Шумлы 23-го Июля 1810 года». Пожалованы 30 августа 1810 года. Сданы в Варшавский крепостной артиллерийский склад 30 июля 1853 года.